# Éric Feldbusch
Désiré-François Feldbusch, dit Éric est né à Grivegnée (près de Liège) le 2 mars 1922 et mort à Wavre le 30 août 2007 est violoncelliste et compositeur belge. 

## Biographie
Après des études au Conservatoire royal de Liège, puis à la Chapelle Musicale Reine Élisabeth et dans la classe de Maurice Maréchal à Paris, il devient professeur en 1963 puis directeur au 
Conservatoire royal de Mons en 1963. Il dirige la section francophone du Conservatoire royal de Bruxelles de 1974 à 1987. Il mène en parallèle une carrière internationale d’interprète qui le conduit en Belgique, France, Italie, Allemagne, Suisse, Autriche, Luxembourg, Grande Bretagne, Pays-Bas, Espagne, Tchécoslovaquie, Congo, Égypte, Israël et aux États-Unis. En 1949, il est membre-fondateur, avec Henri Koch, Emmanuel Koch et Louis Poulet, du « Quatuor Municipal de la Ville de Liège » et, en 1964 également, membre-fondateur du « Trio Reine Élisabeth de Belgique » avec Carlo Van Neste au Violon, et Naum Sluszny au Piano. Il est soliste à l’Orchestre Philharmonique de Liège de 1960 à 1964.

## Œuvres (Choix)
On compte plus de cent cinquante-six opus (hors œuvres de jeunesse), de tendances essentiellement soit postsérielles, soit post-dodécaphoniques ou encore polytonales embrassant toutes les formes musicales : mélodies, musique de chambre, œuvres concertantes, pour orchestre symphonique ou orchestre d’harmonie, opéra et ballet. Feldbusch commence à élaborer son style, après avoir découvert la musique d'Alban Berg.
- Variations sur un air connu (1955)
- Les moineaux de Baltimore (1958)
- Shêma Israël pour orchestre à cordes (1962)
- Trois poèmes de Federico Garcia Lorca pour récitant et orchestre (1964)
- Thrène pour une Enfance Foudroyée d’après Evgueni Evtouchenko (1966)
- Kadisch pour baryton, violon et cordes. (1974)
- Triade, prix triennal de composition décerné par l’Académie royale des sciences, des lettres et des beaux-arts de Belgique (1977)
- Orestès tragédie lyrique d’après Eschyle (1969)
- El Diablo Cojuelo, ballet (1972)
- Dichroïsme II, pour orchestre symphonique (1983)
- Concerto pour violoncelle et orchestre (1988)
- Variations sur un thème de Nicolas Alfonso (1991)
- 5 quatuors à cordes (1955, 1958, 1963, 1971, 2002)

## Distinctions
- Grand officier de l'ordre de Léopold II
- Grand officier de l'ordre de la Couronne
- Médaille de la résistance armée
- Prix de Virtuosité du Gouvernement Belge à l’unanimité et avec les félicitations du Jury, 1939
- Prix Pablo Casals, 1947
- Prix d’honneur au premier Concours International de Violoncelle de Prague, 1950n 1972, * Prix Fuga pour sa contribution à la promotion de la musique belge, 1984
- Prix SABAM de la Musique Sérieuse, 1997